# Río de las Yeguas (vattendrag i Spanien, lat 38,04, long -4,25)
Río de las Yeguas är ett vattendrag i Spanien. Det ligger i den centrala delen av landet, 270 km söder om huvudstaden Madrid.